# Lorenzo Centurione
Lorenzo Centurione Becchignoni (ur. 1645 w Genui, zm. 1735 tamże) – polityk genueński.
Przez okres od 26 września 1715 do 26 września 1717 roku Lorenzo Centurione pełnił urząd doży Genui.